# Métro de Vienne
 (février 2023).
Si vous disposez d'ouvrages ou d'articles de référence ou si vous connaissez des sites web de qualité traitant du thème abordé ici, merci de compléter l'article en donnant les références utiles à sa vérifiabilité et en les liant à la section « Notes et références ».
Le métro de Vienne est le réseau de transport métropolitain et l'un des systèmes de transport en commun desservant la ville de Vienne, capitale de l'Autriche. En allemand, il est référencé en tant que U-Bahn Wien, à l'instar des autres réseaux métropolitain de pays germanophones tels que le U-Bahn Berlin. Ce réseau est complété par un dense réseau de tramways, le sixième plus grand au monde, et de bus : les 180 lignes de ces réseaux sont exploités par Wiener Linien. L'ensemble des réseaux de transports collectifs de l'aire urbaine de Vienne, comprenant les 10 lignes du Schnellbahn et les trains régionaux exploités par les chemins de fer fédéraux autrichiens, est coordonné par une association des transports, Verkehrsverbund Ost-Region, qui permet aux usagers d'utiliser des titres de transport communs à l'ensemble de l'offre.
Le métro de Vienne est actuellement composé de cinq lignes desservant 109 stations et totalisant 83 kilomètres de voies ferrées. Une sixième ligne, dont l'ouverture est prévue pour 2026, est actuellement en construction.

## Histoire

### Stadtbahn

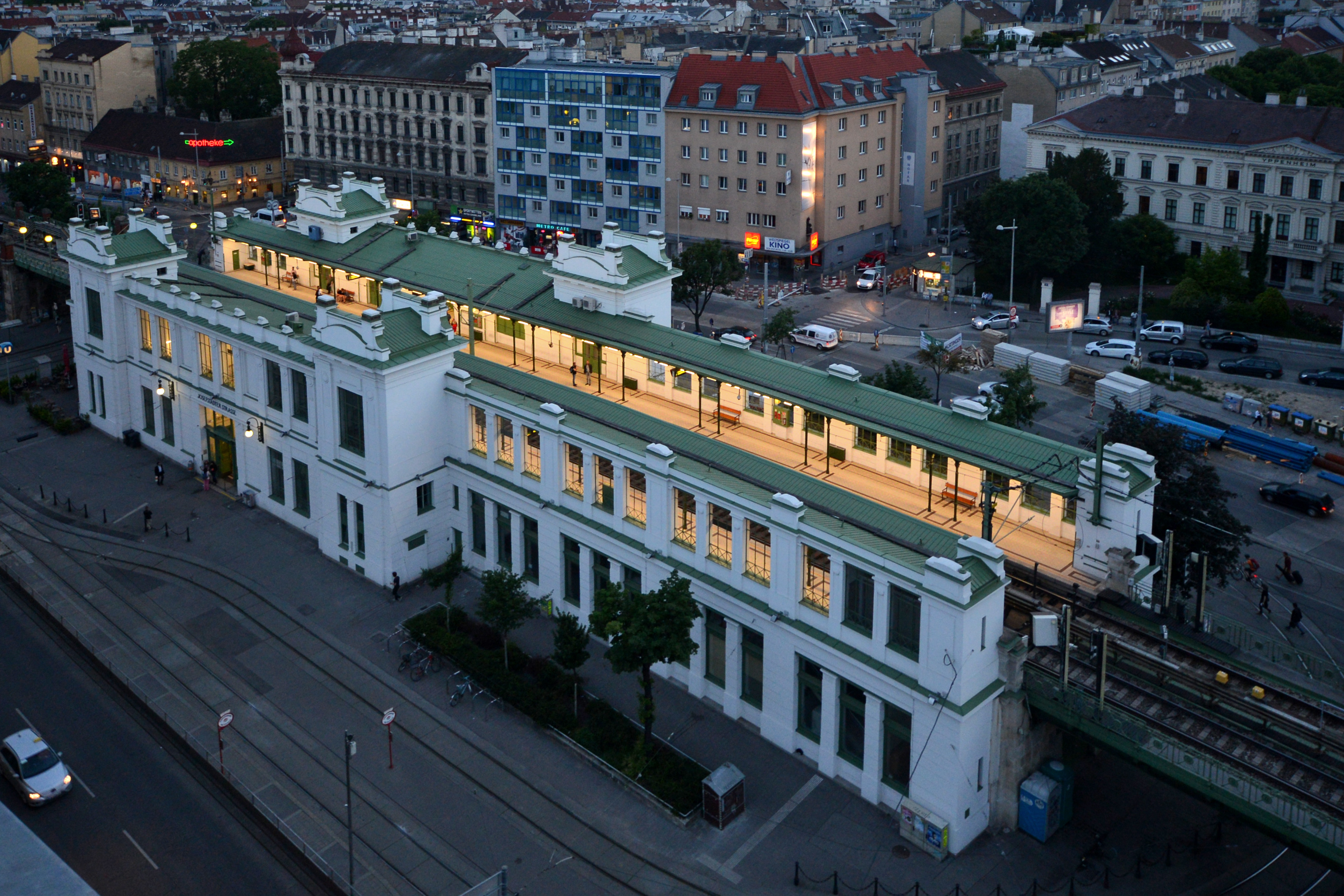
La station Josefstädter Straße sur la ligne U6, originellement construite pour le Stadtbahn sur les plans d'Otto Wagner.

Au cours du XIXe siècle, plusieurs gares de grandes lignes de train sont construites dans la capitale autrichienne. Chaque compagnie de chemin de fer possède ainsi sa propre gare, généralement loin du centre-ville et configurée en terminus. Consécutivement à l'essor du train, ces gares deviennent vite submergées par l'affluence de passagers et la nécessité d'améliorer la desserte de ces terminus se fait grandissante.
Alors que la municipalité réfléchit à la canalisation de la rivière Vienne et du bras du Danube, il est proposé de profiter de l’occasion pour construire un chemin de fer urbain le long de ces mêmes installations, inspiré notamment par le Stadtbahn de Berlin,. L'architecte de renom Otto Wagner est invité à penser et dessiner toutes les facettes de ce nouveau réseau : gares, bâtiments, viaducs, rampes, éclairage et même les voitures des trains – ces dernières ne seront néanmoins pas utilisées.
Les travaux de construction du Stadtbahn débutent le 16 février 1893 pour prendre fin en 1901. Le 11 mai 1898 est inauguré le Stadtbahn de Vienne (de) avec l'ouverture de la ligne à voie unique entre les gares de Hütteldorf et Heiligenstadt, connue sous le nom de Vorortelinie. Moins d'un mois plus tard, le 1er juin 1898, est ouverte une nouvelle ligne ayant les mêmes terminus mais passant par la Gare de l'Ouest,,,. Les voies ferrés suivent la rivière Vienne en tranchée puis s'élance en viaduc sur la Gürtel jusqu'au canal du Danube. Le 30 juin 1899, ouvre une nouvelle section du chemin de fer entre les gares de Meidling Hauptstraße, qui permet la correspondance, et Hauptzollamt. Cette section reprend le cours de la Vienne depuis Meidling Hauptstraße puis parcourt timidement le Ring à partir de Karlsplatz sans pour autant s'immiscer dans l'Innere Stadt. Enfin, le 6 août 1901, cette ligne est prolongée jusqu'à Heiligenstadt en suivant le canal du Danube, formant ainsi une ceinture ferrée autour du centre-ville de Vienne,,.
La portée de ce chemin de fer est considérée comme régionale : le réseau appartient à l'État fédéral autrichien, les voies de ses terminus sont connectées à celles des grandes lignes et les trains des différentes compagnies de chemin de fer sont autorisés à circuler sur les voies du Stadtbahn. Alors que l'utilisation de l'électricité comme moyen de propulsion est déjà courant, notamment sur le voisin métro de Budapest, le Stadtbahn utilise donc encore des locomotives à vapeur. En 1918, la fin de la Première Guerre Mondiale provoque une pénurie de charbon, précipitant la fermeture du Stadtbahn.

### Prémétro
Le réseau est remis à la ville de Vienne, qui le ferme au trafic national et régional et l'électrifie. Il rouvre en 1925 en tant que Wiener Elektrische Stadtbahn et peut techniquement être considéré comme un métro : un système de transport urbain sur un réseau de voies ferrées fermé et exclusif. Néanmoins, la municipalité n'y fait rouler que du matériel originellement conçu pour le tramway de Vienne. Cet incarnation, plus proche d'un tramway en lieu propre, perd donc indubitablement en capacité et en vitesse moyenne face à un véritable métro. Le réseau comprend trois lignes : deux lignes reliant Hütteldorf et Heiligenstadt, l'une par l'est via la Gürtel et l'autre par l'ouest via Karlsplatz, et une ligne circulaire tournant dans les sens horaire et anti-horaire. Le Wiener Elektrische Stadtbahn subit des dommages durant la Seconde Guerre Mondiale et ne peut reprendre pleinement ses fonctions qu'en 1954.

### U-Bahn
Le métro de Vienne a été inauguré le 25 février 1978.
En 2008, le premier tronçon du prolongement de la ligne U2 vers l'Est a été inauguré, reliant ainsi le centre-ville au Prater et au stade Ernst-Happel (accessible par tram et bus avant 2008), ce qui permettait de faciliter l'accès à ce stade pour le championnat d'Europe de football 2008. Cette inauguration a entraîné l'arrêt de la ligne 21 du tramway viennois qui reliait le centre-ville au stade jusqu'alors. Le second tronçon du prolongement de la ligne U2 a été inauguré le 2 octobre 2010, la ligne atteint à présent le quartier très périphérique d'Aspern, au-delà du Danube.

## Réseau actuel

### Caractéristiques
Les trains circulent sur des rails et roulent à droite. En 2010, le réseau, exploité par les Wiener Linien (de) compte cinq lignes, totalisant 74,2 km et 101 stations. Le métro circule de 5 heures du matin à minuit et demie environ en semaine. Le métro circule avec une fréquence de deux à cinq minutes en journée, de sept à huit minutes après 20 heures et, depuis le 3 septembre 2010, toutes les 15 minutes de minuit à 5 heures le week-end.
Il n'existe pas de ligne U5, ce numéro ayant été attribué lors de la conception du réseau à une ligne non réalisable avec les moyens de l'époque, et le chantier de la ligne n'a jamais été entrepris. La ligne U5 est déjà en construction et l'exploitation devrait commencer en 2023 entre les stations Karlsplatz et Frankhplatz, reprenant la section de la ligne U2 entre Karlsplatz et Rathaus. La couleur de la ligne sera turquoise.

### Exploitation

#### Lignes en service
Chaque ligne de métro a une couleur distinctive, qui est reprise dans toutes les stations la composant.
| Ligne | Parcours                   | Mise en service | Dernier prolongement | Longueur en km | Nombre de stations |
| ----- | -------------------------- | --------------- | -------------------- | -------------- | ------------------ |
|       | Oberlaa ↔ Leopoldau        | 1978            | 2017                 | 19,2           | 24                 |
|       | Seestadt ↔ Karlsplatz      | 1980            | 2013                 | 16,8           | 20                 |
|       | Ottakring ↔ Simmering      | 1991            | 2000                 | 13,5           | 21                 |
|       | Hütteldorf ↔ Heiligenstadt | 1976            | 1981                 | 16,4           | 20                 |
|       | Siebenhirten ↔ Floridsdorf | 1989            | 1996                 | 17,5           | 24                 |

La ligne U1 dessert notamment la gare centrale, l'opéra, le centre-ville (Stephansplatz), le Praterstern, le Vienna International Centre (quartier de l'ONU) et Kagran.
La ligne U2 relie entre autres le stade Ernst Happel, le Praterstern, le Ring, l'hôtel de Ville, l'opéra et l'université de Vienne.
La ligne U3 rend accessible la cathédrale, la gare de l'Ouest, le centre-ville (Stephansplatz) et le Palais Hofburg.
La ligne U4 dessert le canal du Danube, l'opéra, le château de Schönbrunn et le jardin zoologique de Schönbrunn.
La ligne U6 relie la gare de l'Ouest, la gare de Vienne Meidling et le Gürtel.

#### Stations

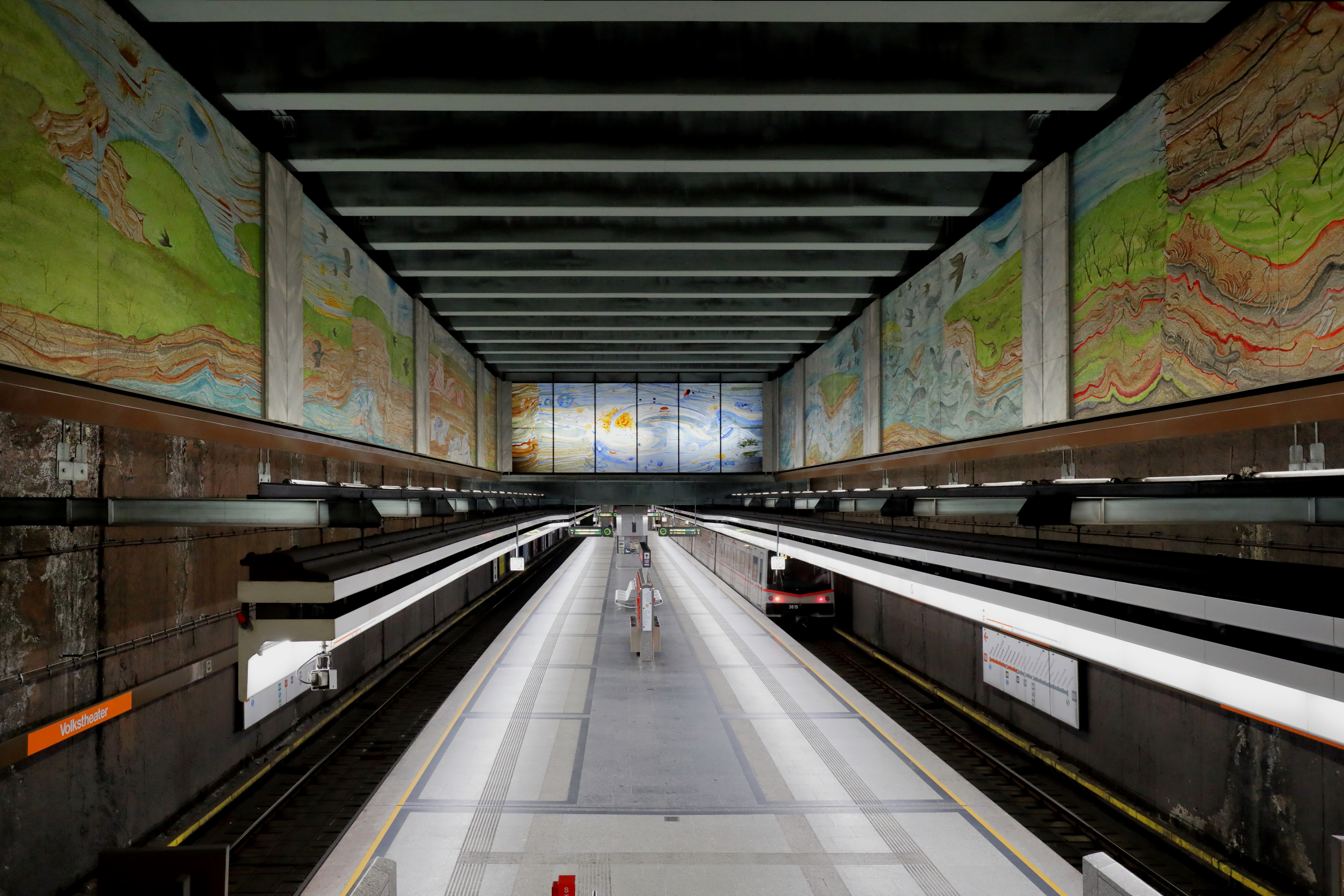
Station Volkstheater, lignes U3 (photo) et U2.

Les stations sont soit à quai central (un même quai donne accès à deux directions), à voies centrales (les trains se croisent au milieu de la station, les quais étant situés de part et d'autre des voies), ou à quais séparés (une seule direction visible par quai).
L'accès pour personnes à mobilité réduite (fauteuil) est assuré dans toutes les stations de toutes les lignes. Tous les trains sont à plancher bas (au niveau du quai). C'est aussi le cas pour les stations de la U6 ou du Schnellbahn, mais seuls certains trains du Schnellbahn offrent un accès à plancher bas mais des ascenseurs mobiles permettent de monter des fauteuils roulants dans les trains.
Il n'y a pas de contrôle d'accès systématique au métro, mais des contrôleurs circulent régulièrement (en civil) dans les stations et les rames pour vérifier les billets.
Certaines stations sont de véritables œuvres d'art. Certaines (comme la station de Hietzing sur la U4) sont de style baroque et ont été réalisées pendant la période impériale (années 1900). D'autres sont des exemples d'architecture Jugendstil (art nouveau), comme la station Karlsplatz (U1, U2, U4).
Le réseau de métro ne comporte pas à proprement parler de hub (comme la station Châtelet à Paris), même si des stations comme Opéra (Karlsplatz) et Vienne Centre — (Gare de Wien Mitte-Landstraße) constituent d'importants pôles d'échanges où trois lignes ou plus se croisent. De même, le cœur historique de la ville, la cathédrale Saint-Étienne, est souvent désignée par un symbole "City" au centre du plan de métro (lignes U1 et U3).

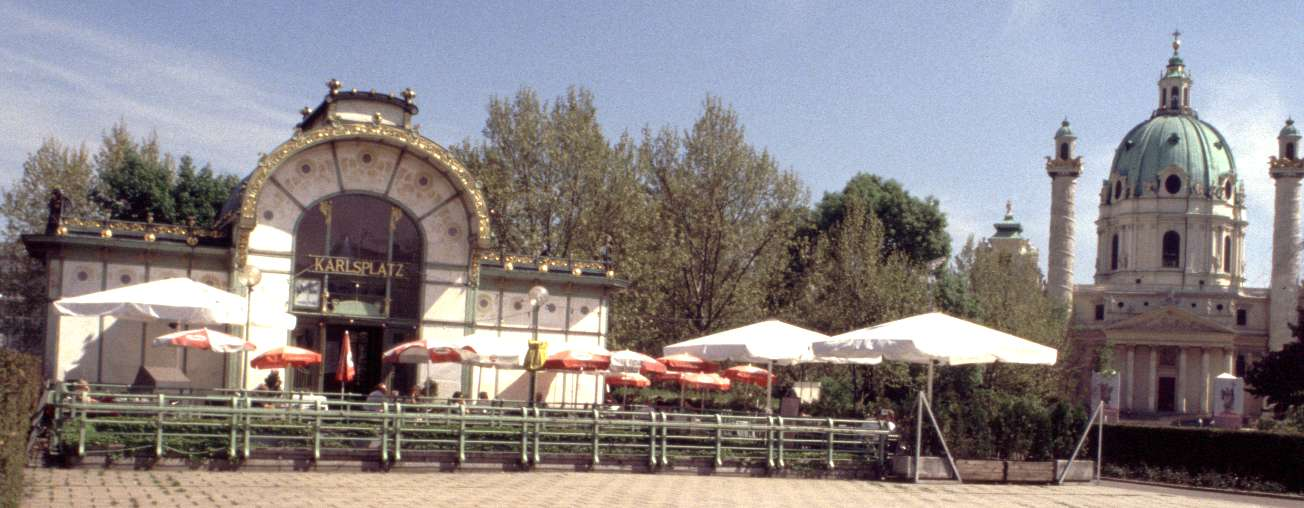
Pavillon Jugendstil de Karlsplatz.
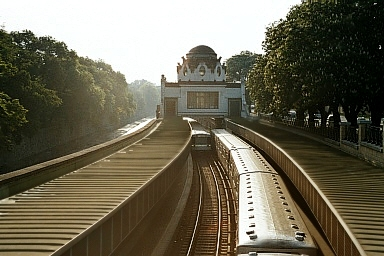
Station baroque de Hietzing.
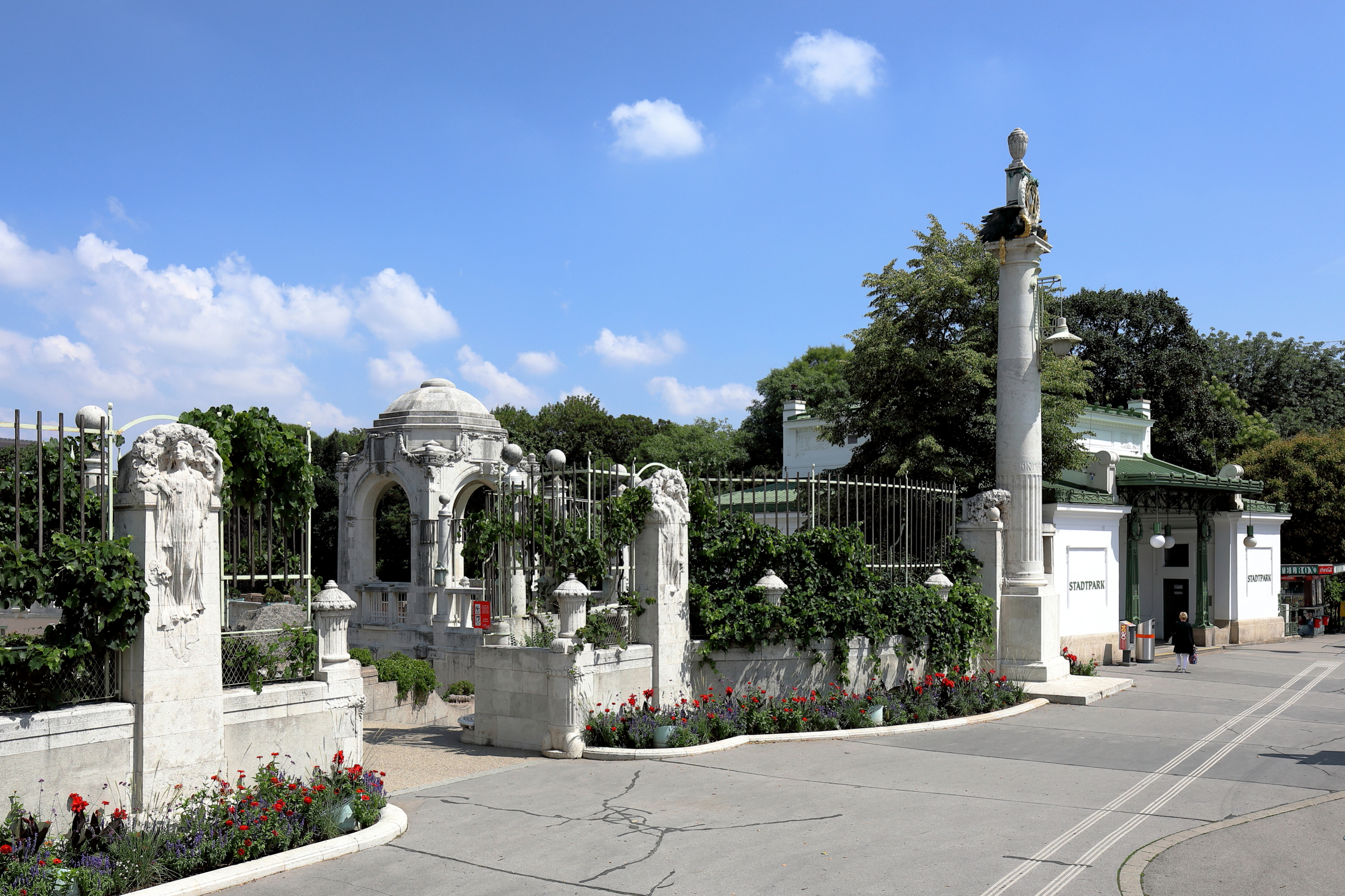
Station Stadtpark par Otto Wagner.
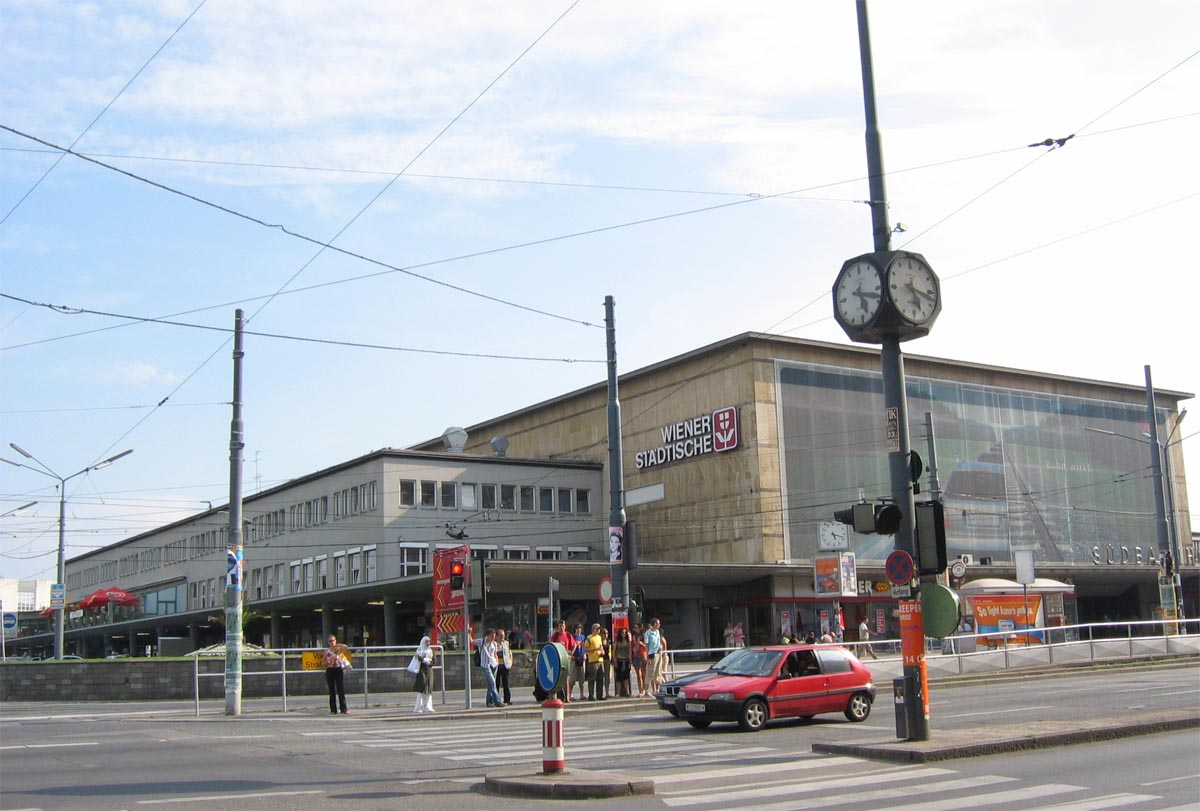
Gare de Vienne Sud, terminée en 1961 et détruite en 2010.

#### Matériel roulant
| Série | Série | Mise en service               | Suppression | Constructeur                                     | Nombre de rame | Nombre de voiture par rame | Type        | Alimentation | Ligne desservie | Illustration |
| ----- | ----- | ----------------------------- | ----------- | ------------------------------------------------ | -------------- | -------------------------- | ----------- | ------------ | --------------- | ------------ |
| U     | U     | 1978 - 1982                   | 2016        | Simmering-Graz-Pauker                            | 8              | 2                          | Métro       | 3ème rail    |                 |              |
| U     | U1    | 1986 - 1987                   | depuis 2024 | Simmering-Graz-Pauker                            | 117            | 2                          | Métro       | 3ème rail    |                 |              |
| U     | U2    | 2000 (rénovation des types U) | depuis 2018 | Simmering-Graz-Pauker                            | 74             | 2                          | Métro       | 3ème rail    |                 |              |
| V     | V     | 2000 - 2017                   | en service  | Simmering-Graz-Pauker, ELIN, Bombardier, Siemens | 62             | 6                          | Métro       | 3ème rail    |                 |              |
| X     | X     | 2023                          | en service  | Siemens                                          | 45             | 6                          | Métro       | 3ème rail    |                 |              |
| T     | T     | 1992 - 2000                   | en service  | Lohner-Werke                                     | 78             | 3                          | Métro léger | Caténaire    |                 |              |
| T     | T1    | 2008 - 2014                   | en service  | Lohner-Werke                                     | 66             | 3                          | Métro léger | Caténaire    |                 |              |

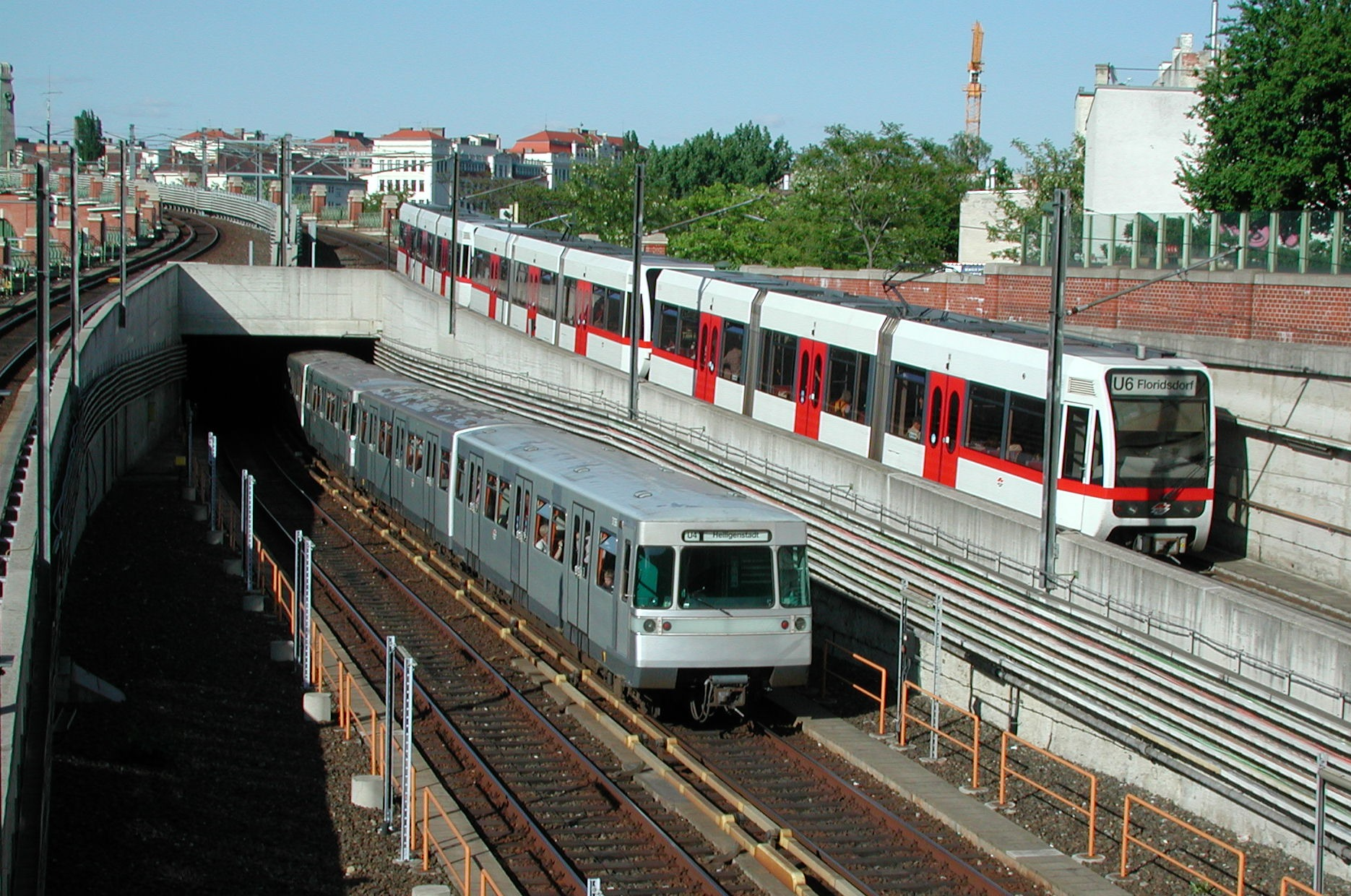
Deux trains, respectivement la ligne U4 et U6 à la station Längenfeldgasse.

Sur les lignes U1 à U4, on trouve actuellement principalement les rames de la famille du type Ux („Silberpfeil“, soit « Flèche d'argent »), développées par la firme Simmering-Graz-Pauker (SGP). Les premiers wagons du « type U » ont été livrés à partir de 1972. Les motrices sont constamment mises par paires, pour 36,8 m de long au total et 2,80 m de large (on utilise le terme de Doppeltriebwagen, c'est-à-dire « doubles motrices »). Jusqu'en 1982, ce sont au total 135 doubles motrices qui ont été livrées. Les trains du type U ne sont utilisés qu'en heures pleines, certains ont déjà été mis au rebut. Techniquement, ces trains sont proches de ceux utilisés pour les métros de Nuremberg et de Munich, mais ce n'est pas le cas pour ce qui est du design. Il n'existe pas de rames non-motorisées.
À partir de 1987, SGP commence à livrer une deuxième génération de rame appelée U1, plus tard U11. Pour ce qui est de l'extérieur comme de l'intérieur, il n'y a presque aucun changement par rapport à la génération précédente. Au point de vue technique, quelques améliorations ont été faites comme l'utilisation de moteurs refroidis à eau, de nouveaux freins à restauration d'énergie (Bremsen mit Energierückspeisung), d'un système de sécurité et de freins de secours modernisés. Au total, 117 doubles motrices de ce type ont été mises en service.
Depuis 1999, 74 rames du type U ont été modernisés et appelés U2. La modernisation englobe le changement des moteurs pour des modèles asynchrones triphasés.
Depuis 2006, des panneaux à LED sont installés sur les trains du type U11 et U2 à la place des anciennes affiches indiquant la direction et la ligne. Ces panneaux sont aussi installés à l'intérieur des véhicules où ils affichent la ligne, la destination, le prochain arrêt et le côté pour sortir. Sur les lignes de U1 à U4, les trains sont formés de trois paires de motrices (donc six wagons). Jusqu'en 2008, des trains composés de seulement deux paires de motrices circulaient sur la ligne U2, et tard le soir sur les autres lignes.
Depuis 2002, des nouvelles rames de six wagons de la type V sont livrés au métro viennois. Ils sont climatisés et on peut traverser le train d'un bout à l'autre, une première. Les portes peuvent être ouvertes par le conducteur.

### Réseaux connexes

#### Schnellbahn

S-Bahn.

Il s'agit d'un réseau express de trains régionaux exploité par les ÖBB, les chemins de fer fédéraux autrichiens, qui dessert les banlieues proches de Vienne ainsi qu'un certain nombre de stations dans le centre de Vienne (par exemple Wien Mitte et la gare de Vienne-Praterstern, les deux gares principales du Schnellbahn).
Ces trains sont désignés par la lettre « S » suivie de un chiffre (si la ligne traverse le centre pour relier une banlieue à l'autre), de deux chiffres s'il s'agit d'une ligne ayant son terminus dans l'une des gares principales de Vienne (Gare centrale ou Wien Westbahnhof).

#### Regionalbahn
Le Regionalbahn, ou réseau régional, dessert les mêmes gares que le Schnellbahn sur son tronçon commun au centre de Vienne, mais effectue moins d'arrêts dans la proche banlieue de Vienne pour desservir plus rapidement les villes proches en Basse-Autriche (Wiener Neustadt, Mödling, Korneuburg, Retz, Hollabrunn), en Moravie du sud (Břeclav), et l'ouest de la Slovaquie (Bratislava) et de la Hongrie (Sopron).
Ces trains sont tous climatisés et offrent des sièges individuels, des tablettes amovibles, et des toilettes. Ils sont désignés par la lettre « R » suivie de quatre chiffres.

#### Grandes lignes

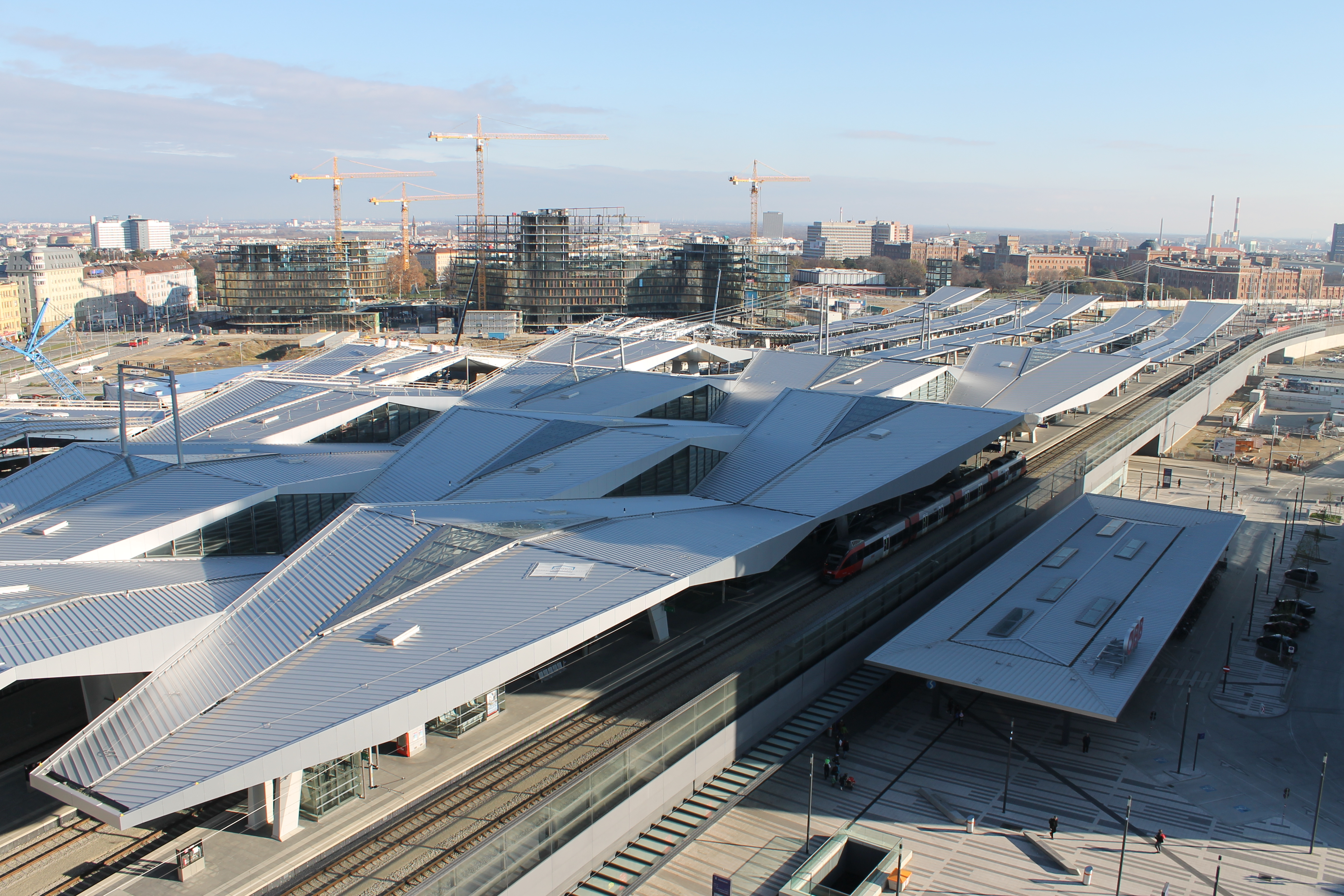
Gare centrale de Vienne.

Comme Paris, les gares grandes lignes de Vienne sont des terminus. Une correspondance en train à Vienne implique ainsi généralement un changement de gare. Or, en 2005, il n'y avait qu'un tramway (ou un trajet avec correspondance), mais pas de métro ni de Schnellbahn direct pour relier les plus importantes gares grandes lignes, Vienne Ouest et Vienne Sud. Le trajet en tramway ou en métro (avec changement) entre les deux gares durait environ 20 minutes.
Depuis le 13 décembre 2009, la gare du Sud a été fermée pour laisser la place au chantier géant visant à ériger le « Hauptbahnhof », la gare centrale de Vienne. Ouverte au trafic local et régional le 11 décembre 2011, la gare est en service depuis 2015.
La nouvelle gare permet de regrouper dans un même lieu les grandes lignes Nord, Nord-Est, Est, Sud (jusque-là Vienne Sud) et Ouest, Nord-Ouest (jusque-là Vienne-Ouest). Cette gare est desservie par la ligne de métro U1.
Une liaison ferroviaire est disponible vers l'aéroport de Vienne-Schwechat (toutes les 20 minutes).
Plus de 90 commerces sont accessibles et la construction de bureaux et complexes hôteliers est en cours à l'été 2016.

## Projets
La construction de la nouvelle ligne U5 a déjà commencé et la mise en service est prévue pour 2023 entre les stations Karlsplatz et Frankplatz. L'extension de la U5 de Frankhplatz à Elterleinplatz est décidée.
Une extension de la ligne U2 sur une nouvelle route de Rathaus à Wienerberg a été décidée et la mise en service est prévue pour 2023 (jusqu'à la station Matzleinsdorfer Platz) et 2030 (jusqu'à la station Wienerberg).